# Åh, en så'n karl!
Åh, en så'n karl! (engelska: Will Success Spoil Rock Hunter?) är en amerikansk komedifilm från 1957 i regi av Frank Tashlin. I huvudrollerna ses Tony Randall, Jayne Mansfield, Betsy Drake och Joan Blondell.

## Handling
Reklammannen Rockwell P. Hunter (Tony Randall) har inte kommit långt i sin karriär på reklambyrån La Salle. När byrån håller på att förlora sitt största konto för ett läppstiftsmärke kommer han på en idé; han vill använda filmstjärnan Rita Marlowe (Jayne Mansfield) med de fantastiska läpparna som märkets nya talesperson. Men för att Rita ska ta jobbet måste Rock låtsas vara hennes pojkvän, i ett försök att göra hennes riktiga pojkvän Bobo Branigansky (Mickey Hargitay) avundsjuk. Situationen blir inte lättare då Bobo är en muskulös man som spelar Tarzan i en tv-serie.

## Rollista i urval
- Tony Randall - Rockwell P. Hunter
- Jayne Mansfield - Rita Marlowe
- Betsy Drake - Jenny Wells
- Joan Blondell - Violet
- John Williams - Irving La Salle Jr.
- Henry Jones - Henry Rufus
- Lili Gentle - April Hunter
- Mickey Hargitay - Bobo Branigansky
- Georgia Carr - Calypsonummer
- Dick Whittinghill - intervjuare på tv
- Ann McCrea - Gladys
- Alberto Morin - fransman
- Louis Mercier - fransman

## Utmärkelser
Tony Randall nominerades för en Golden Globe som bästa manliga skådespelare i en musikal- eller komedifilm. Filmen valdes 2000 in i National Film Registry av USA:s kongressbibliotek.